# メアリー・マッカリース
メアリー・マッカリース（Mary McAleese、1951年6月27日 - ）は、アイルランド第8代大統領（在任：1997年11月11日 - 2011年11月10日）。在任中にアイルランド経済の躍進と危機を体験した。

## 経歴
北アイルランドのベルファストで9人兄弟の長女として生まれた。1973年、ベルファストのクイーンズ大学法学部を卒業し、翌年法廷弁護士として法曹界入りした。1976年にマーティン・マッカリースと結婚した。夫は歯科医と会計士の資格を持つ。3児の母。
1975年、ダブリン大学のトリニティ・カレッジ刑法学教授に就任し、後に母校のクイーンズ大学ベルファスト研究所理事となる。またジャーナリストやラジオ・テレビのキャスターなども務めた。
1997年の大統領選挙に統一アイルランド党から立候補し、与党労働党を破って当選した。この選挙においては前任の女性大統領であるメアリー・ロビンソンが国民的な人気を誇ったため、その人気を背景に主要政党から複数の女性候補者が出馬した。同年11月11日、退任したロビンソン前大統領を継いで第8代大統領に就任した。紛争地域北アイルランド出身者としては初めてのアイルランド大統領である。アイルランドの大統領の任期は7年で、2004年9月14日に2期目に立候補を表明、対抗できる候補がなく10月1日再選が確定した。11月11日正式に2期目に就任している。
1期目のマッカリース大統領の任期中にアイルランドは「ケルトの奇跡」と呼ばれる経済成長を達成した。アイルランドは1973年に当時の欧州共同体に加盟しているが、1992年から1993年にかけて加盟各国で調印されたマーストリヒト条約により、欧州連合域内投資が次第に活発化し、また1997年以降は折からのITブームに乗って、アイルランドの安い労働力、土地、税金を求めて米国からも直接投資や本社移転が相次ぎ、2000年の経済成長率は10.7％を記録、米国でインターネット・バブルがはじけた2001年でも6％台を確保している。このため賃金や地価も上昇し、一人当たり国民所得も21,000ドルを突破した。アイルランドは長くイギリスの植民地支配に苦しめられた「貧しいカトリック農民の国」のイメージから、一躍現代的なIT立国に変身したことになる。
2003年11月、ハルビン工業大学より名誉博士号を授与された。
2005年3月に非公式で来日し、3月16日には東京大学で講演を行った。